# Valle de Ricote
El Valle de Ricote, también conocido como el Valle Morisco, es una comarca histórica de la Región de Murcia, en España, situada al norte de dicha región y en la cuenca media del Río Segura. Está integrada por los municipios de Archena, Ojós, Ricote, Ulea y Villanueva del Río Segura.

## Municipios
| Municipio                 | Población | Superficie | Densidad |
| ------------------------- | --------- | ---------- | -------- |
| Archena                   | 19 500    | 16,4       | 1189,02  |
| Villanueva del Río Segura | 3268      | 13,18      | 247,95   |
| Ricote                    | 1265      | 87,6       | 14,57    |
| Ulea                      | 866       | 42,5       | 20,37    |
| Ojós                      | 495       | 45,28      | 10,93    |

## Otra delimitación del Valle de Ricote
Aunque la administración de la Región de Murcia suele delimitar el Valle de Ricote en base a la propuesta comarcal aprobada por el Consejo Regional de Murcia en 1980, que no llegó a oficializarse, a veces también emplea otra propuesta donde la comarca queda conformada por los municipios de Archena, Villanueva del Río Segura, Ricote, Ulea, Ojós, Blanca, Abarán y Cieza.
Esta comarcalización también es utilizada por otras entidades, como la Asociación Cultural "La Carraila", principal plataforma del Valle de Ricote dedicada al estudio, la difusión, la protección y la recuperación del patrimonio cultural del mismo, así como de sus valores naturales.

## Historia
Su origen histórico con la denominación Valle de Ricote se sitúa a principios del siglo VIII, con la invasión musulmana de la península ibérica.
El periodo de dominación musulmana de este valle, entre los siglos VIII y XIII, fue muy fructífero en el aspecto cultural. El Valle de Ricote fue el punto de partida de uno de los caudillos musulmanes más importantes del siglo XIII, Ibn Hud, el cual, y tras su sublevación en el castillo de Ricote consiguió aglutinar bajo su mandato a buena parte del territorio musulmán español durante diez años.
En el S.XI al-Bakri dejó escrito: El Tudmir (Segura) es un río que encajonan las montañas en un lugar conocido como Ricote (Riqūt), a una distancia de 18 millas de Murcia [unos 33 kms], de tal modo que allí el hombre puede detener su curso. Si no fuera por esos montes, las aguas torrenciales anegarían Murcia.
En 1243, por el Tratado de Alcaraz, este valle, al igual que el resto del Reino de Murcia, se incorporó a la Corona de Castilla.

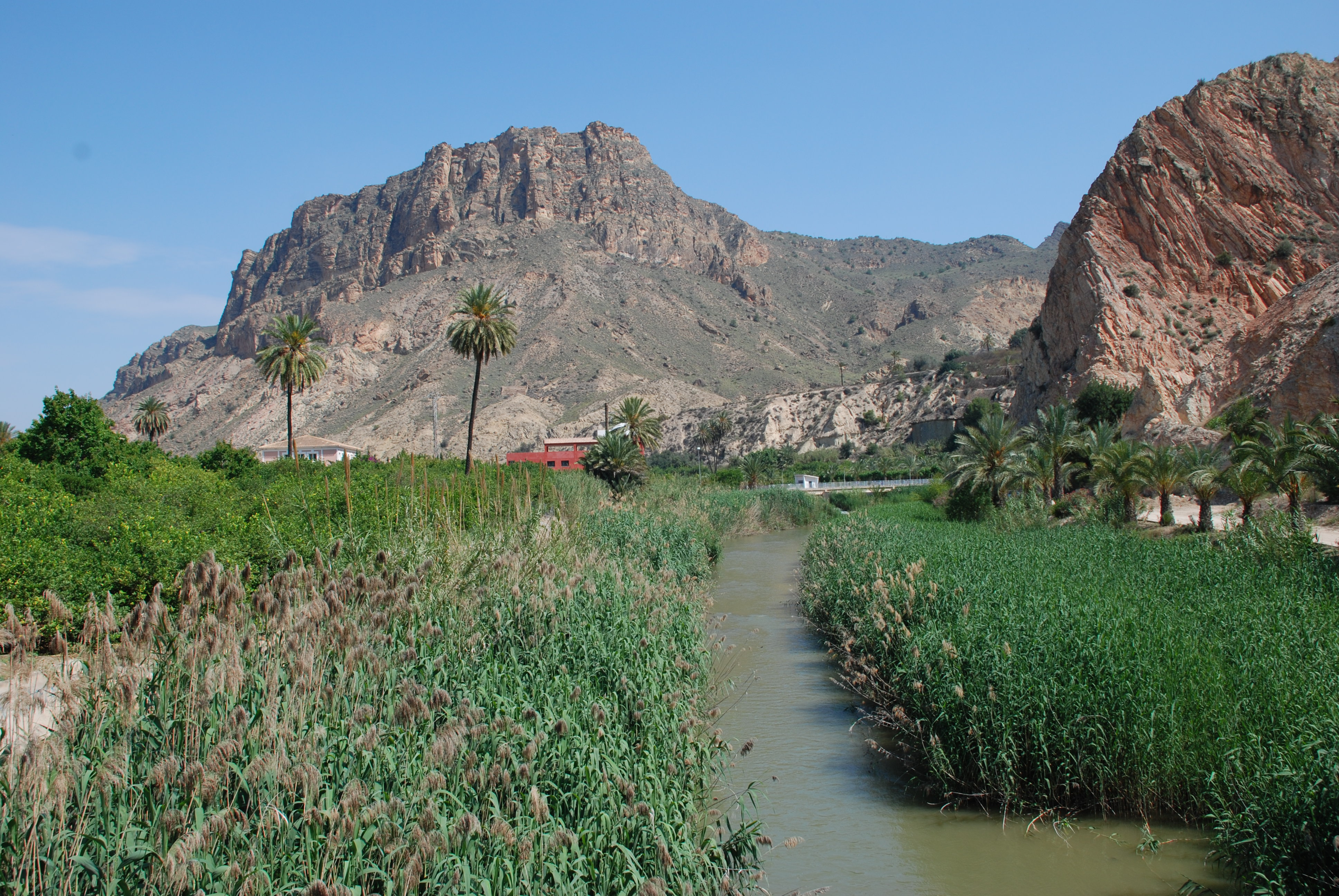
Imagen del río Segura a su paso por la huerta de la localidad de Ojós. Paraje del morisco Valle de Ricote.

En 1284, el entonces Infante Sancho de Castilla, prometió a la orden de Santiago la entrega de este territorio a cambio del apoyo de esta institución a sus aspiraciones a la Corona castellana. Cuando el infante accedió al trono con el nombre de Sancho IV de Castilla cumplió lo pactado entregando el valle a la orden mencionada, salvo la localidad de Archena, que previamente había sido concedida a la Orden de Malta.
En el siglo XVII se produjo en este territorio la expulsión de los moriscos. Forzados a la conversión en 1501, a principios del siglo siguiente, acusados de prácticas islámicas cuando ya eran totalmente cristianos, Felipe III de España decretó la expulsión de sus reinos. Fueron los moriscos ricoteños los últimos en salir de España, ya que lograron, alegando su cristianismo, evitar el decreto de expulsión de 1609, pero el interés económico que la oligarquía local tenía sobre sus bienes propició el que en 1614 se promulgase un nuevo decreto que directamente fue dirigido contra ellos y que ocasionó que a finales de ese año fueran embarcados en el puerto de Cartagena, primero con destino a Mallorca y posteriormente a Berbería.[cita requerida]
El siglo XVII fue un siglo de difícil recuperación de la economía como consecuencia de la expulsión.
El siglo XVIII estuvo dominado por la familia Llamas, que procedente del vecino pueblo de Mula, se asentó en Ricote en el siglo XVII, aprovechando el vacío dejado por los moriscos y la consecuente disponibilidad de tierras a precios bajos. Esta familia, principalmente dos miembros de ella, Juan de Llamas, y posteriormente su hijo Francisco, controlaron la vida del Valle de Ricote durante todo el siglo XVIII.[cita requerida]
Pese a ser un territorio santiaguista la orden no intervino en la regulación de la vida del valle, limitándose simplemente a percibir las rentas que esta encomienda le suministraba, dejando la administración en manos de arrendadores, entre ellos los Llamas, que a cambio de recibir buena parte de los ingresos generados en el territorio, aportaban a la orden una cantidad pequeña, pero que a fin de cuentas no le suponía esfuerzo generar.
Durante el siglo XIX, se produjo la disolución de la Orden de Santiago y los bienes fueron adquiridos por otras familias que siguieron controlando la vida de este territorio.

### Evolución demográfica

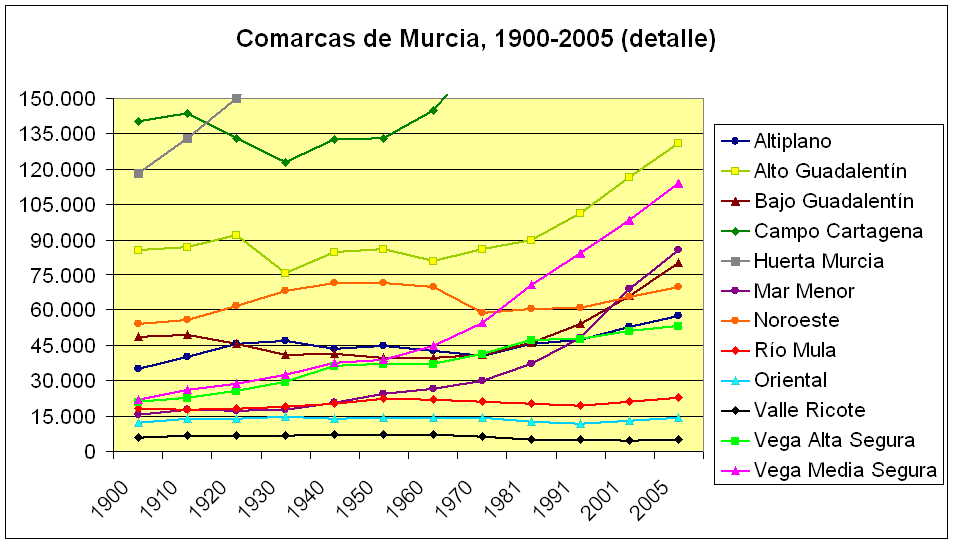
Evolución de la comarca (línea negra) en el conjunto de comarcas de la región.

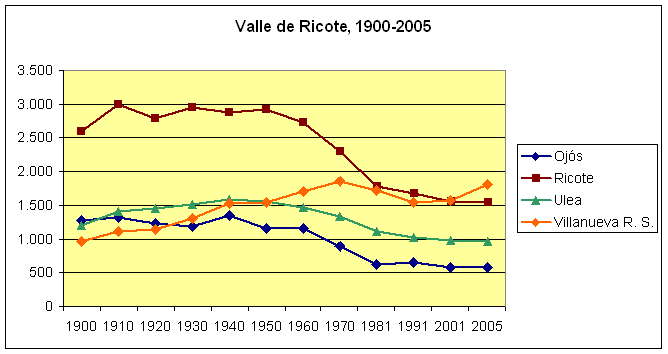
Evolución de la población de los municipios de la comarca moderna del Valle de Ricote. Para Blanca y Abarán, véase la Vega Alta del Segura.

Desde 1900, la población del Valle de Ricote (según la división comarcal moderna) ha experimentado un descenso del 19%, inédito en una región en la que todas las otras comarcas han visto incrementada su población (en los casos más moderados: comarca Oriental, +17%; Río Mula, +26%; Noroeste, +29%). Desde 1991, la situación es de clara estabilidad (-0,4%).
Villanueva del Río Segura (línea naranja del segundo cuadro) representa una excepción en el conjunto de la comarca.

## La comarca en la actualidad

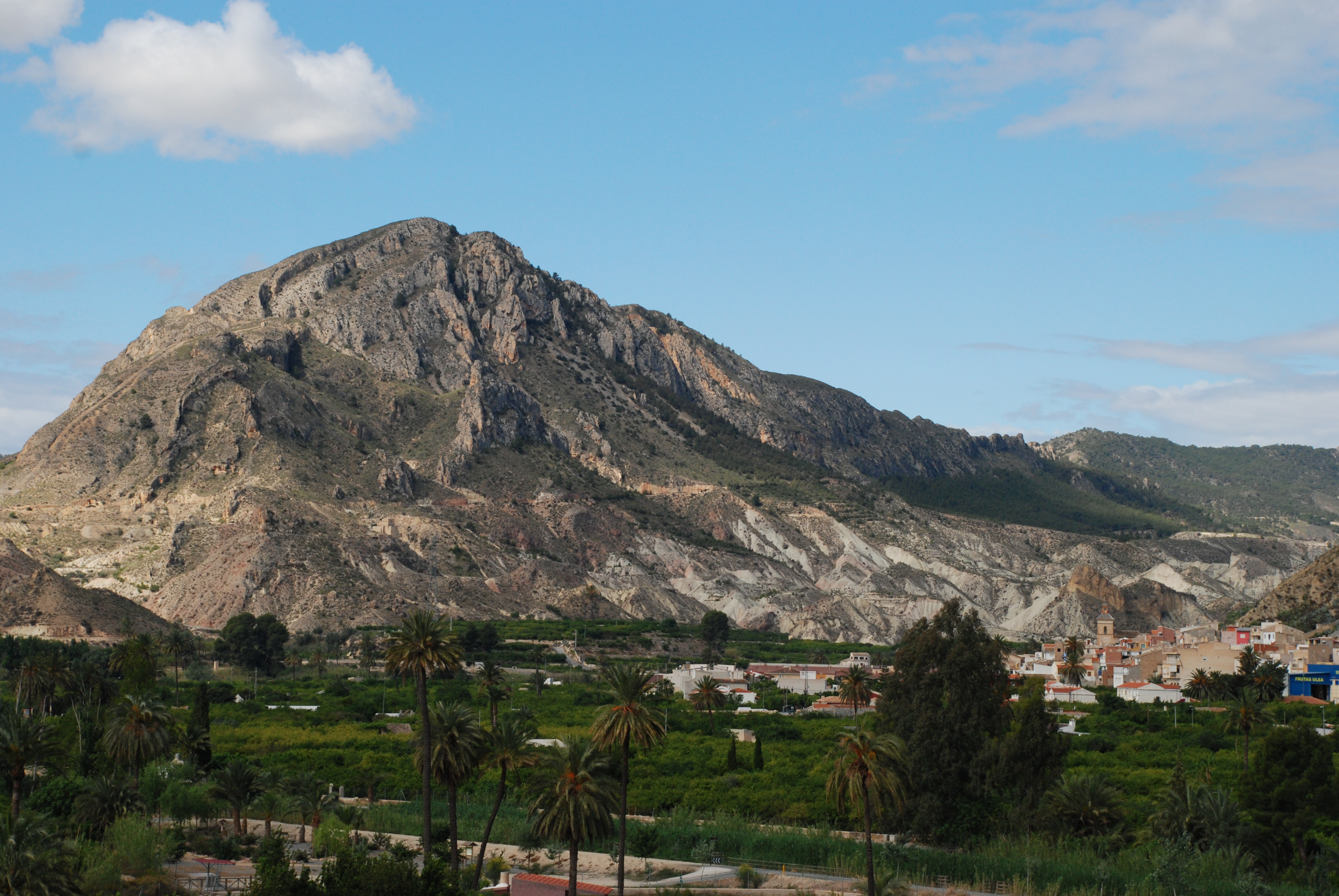
Imagen del Valle de Ricote a la altura de Ulea.

Actualmente es una zona que, pese a su reducido espacio, presenta mucha disparidad entre los cinco municipios que lo integran. Archena, el más industrial, se encuentra más cerca de la principal vía de comunicación que accede al valle, y ha desarrollado una incipiente industria. Además, cuenta con las aguas termales de su balneario, cuyo aprovechamiento se remonta a la época del Imperio romano, y que es la base del turismo en el municipio.
Ricote y Ojós, situados en el centro del valle, sufren un estancamiento en su desarrollo, y la principal industria que podría revitalizar su economía, el turismo, está sin explotar.
Ulea y Villanueva, situadas al sur del valle han optado por desarrollarse vendiendo su antigua superficie de cultivo a constructores que pretenden convertir en pocos años a estos dos pueblos en dos inmensas urbanizaciones, aunque la crisis inmobiliaria ha reorientado esta tendencia hacia niveles más razonables de construcción.

## Feria del Libro Valle de Ricote

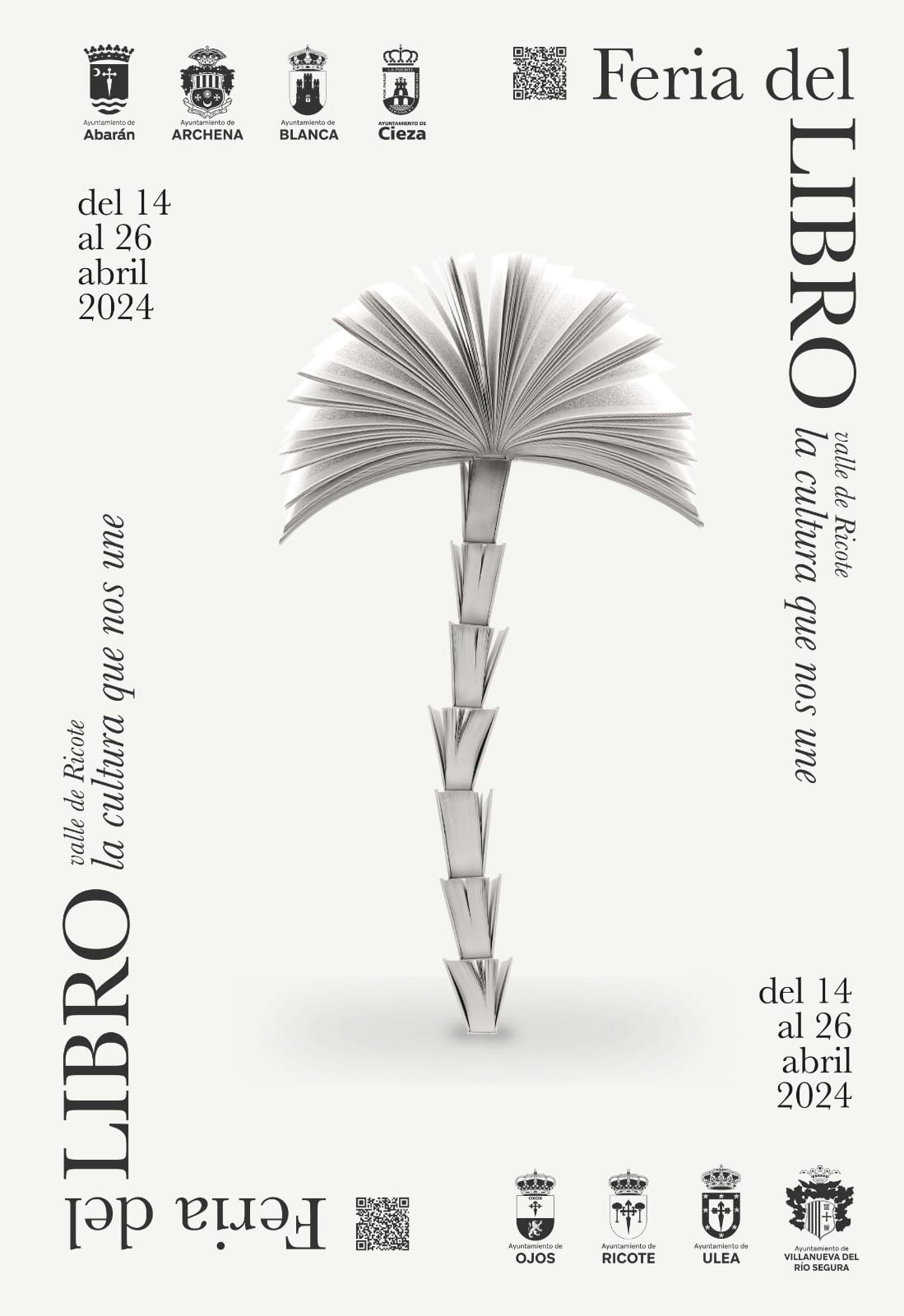
Cartel de la I Feria del Libro Valle de Ricote ‘La cultura que nos une’ (2024)

Desde 2024 se lleva realizando por parte de los ocho municipios del valle la Feria del Libro Valle de Ricote ‘La cultura que nos une’, la cual aglutina diversas actividades en torno al Día del Libro en todos los municipios valricotíes. En 2024 la Feria se presentó en Ojós, mientras que en 2025 en Cieza. 

### Vídeos
- El Valle de Ricote
- Pueblo de Ricote, Video Turístico de Murcia
- Ojós Murcia, Video Turístico
- Villanueva del Río Segura, Video Turístico
- Archena Murcia, Video Turístico 2011 / 2012
- ULEA, Video Turístico

- Datos: Q929208
- Multimedia: Valle de Ricote / Q929208